# Neuviller-sur-Moselle
Pour les articles homonymes, voir Neuviller et Moselle.
Neuviller-sur-Moselle est une commune française située dans le département de Meurthe-et-Moselle en région Grand Est.

## Géographie
| Saint-Remimont            |                       | Saint-Mard |
|                           | Neuviller-sur-Moselle | Morey      |
| Laneuveville-devant-Bayon | Roville-devant-Bayon  | Bayon      |

### Hydrographie
La commune est dans le bassin versant du Rhin au sein du bassin Rhin-Meuse. Elle est drainée par la Moselle et le canal de l'Est (Branche Sud),.
La Moselle, d'une longueur totale de 560 kilomètres dont 314 kilomètres en France, prend sa source dans le massif des Vosges au col de Bussang et se jette dans le Rhin à Coblence en Allemagne. 
Le canal de l'Est (branche Sud) est un canal, chenal navigable de 73 km qui relie la commune de Chaumouseyà celle de Pont-Saint-Vincent où il se jette dans la Moselle. 

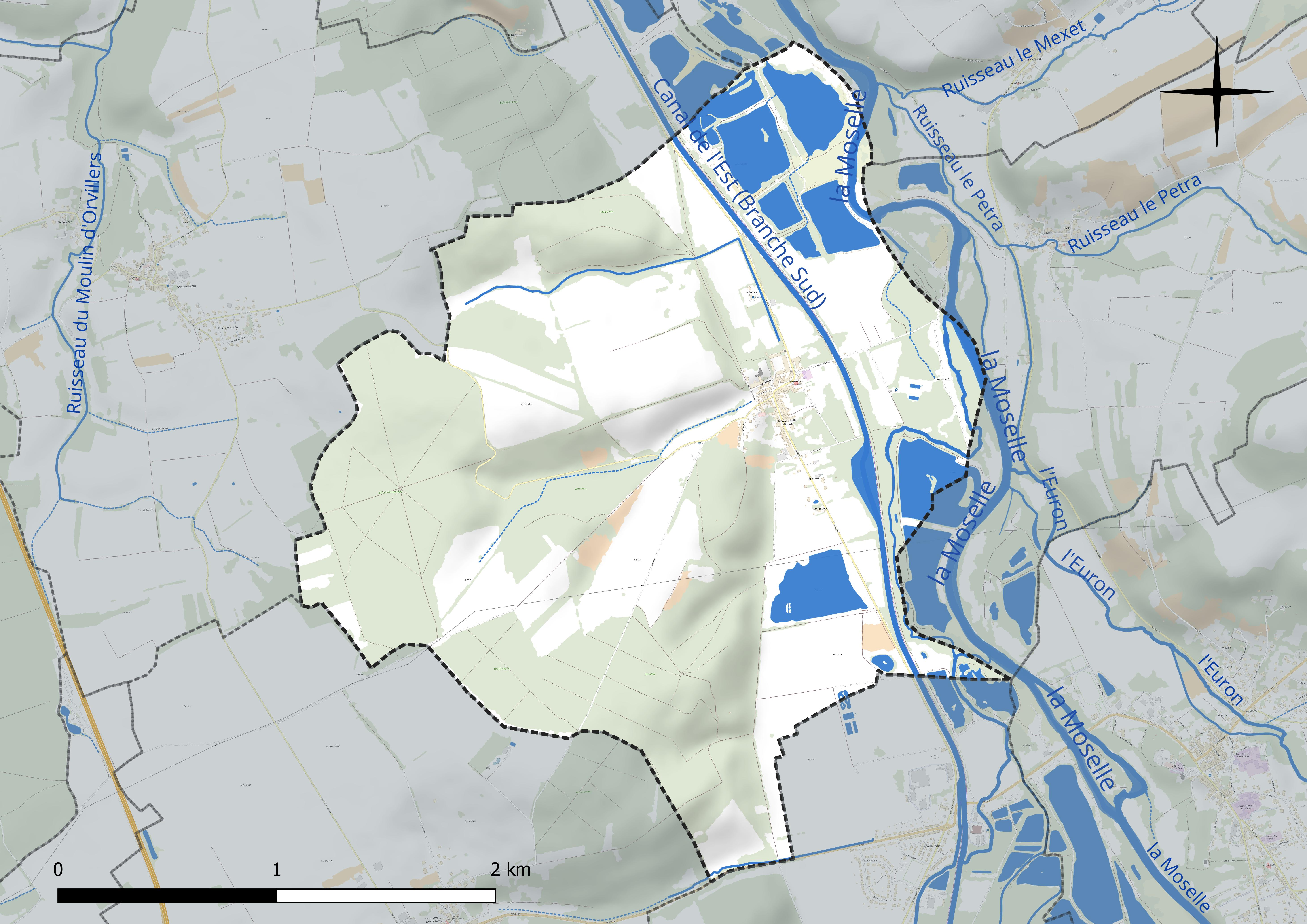
Réseau hydrographique de Neuviller-sur-Moselle.

### Climat
Pour des articles plus généraux, voir Climat du Grand Est et Climat de Meurthe-et-Moselle.
En 2010, le climat de la commune est de type climat des marges montargnardes, selon une étude du Centre national de la recherche scientifique s'appuyant sur une série de données couvrant la période 1971-2000. En 2020, Météo-France publie une typologie des climats de la France métropolitaine dans laquelle la commune est exposée à un climat semi-continental et est dans la région climatique  Lorraine, plateau de Langres, Morvan, caractérisée par un hiver rude (1,5 °C), des vents modérés et des brouillards fréquents en automne et hiver. 
Pour la période 1971-2000, la température annuelle moyenne est de 9,8 °C, avec une amplitude thermique annuelle de 16,9 °C. Le cumul annuel moyen de précipitations est de 859 mm, avec 12,6 jours de précipitations en janvier et 9,4 jours en juillet. Pour la période 1991-2020, la température moyenne annuelle observée sur la station météorologique de Météo-France la plus proche, « Nancy-Essey », sur la commune de Tomblaine à 22 km à vol d'oiseau, est de 11,0 °C et le cumul annuel moyen de précipitations est de 746,3 mm. 
La température maximale relevée sur cette station est de 40,1 °C, atteinte le 24 juillet 2019 ; la température minimale est de −24,8 °C, atteinte le 21 février 1956,,. 
Les paramètres climatiques de la commune ont été estimés pour le milieu du siècle (2041-2070) selon différents scénarios d'émission de gaz à effet de serre à partir des nouvelles projections climatiques de référence DRIAS-2020. Ils sont consultables sur un site dédié publié par Météo-France en novembre 2022.

## Urbanisme

### Typologie
Au 1er janvier 2024, Neuviller-sur-Moselle est catégorisée commune rurale à habitat dispersé, selon la nouvelle grille communale de densité à sept niveaux définie par l'Insee en 2022.
Elle est située hors unité urbaine. Par ailleurs la commune fait partie de l'aire d'attraction de Nancy, dont elle est une commune de la couronne,. Cette aire, qui regroupe 353 communes, est catégorisée dans les aires de 200 000 à moins de 700 000 habitants,.

### Occupation des sols
L'occupation des sols de la commune, telle qu'elle ressort de la base de données européenne d’occupation biophysique des sols Corine Land Cover (CLC), est marquée par l'importance des territoires agricoles (54 % en 2018), en diminution par rapport à 1990 (55,8 %). La répartition détaillée en 2018 est la suivante : forêts (37,7 %), prairies (23,5 %), terres arables (17,2 %), zones agricoles hétérogènes (13,3 %), eaux continentales (8,2 %). L'évolution de l’occupation des sols de la commune et de ses infrastructures peut être observée sur les différentes représentations cartographiques du territoire : la carte de Cassini (XVIIIe siècle), la carte d'état-major (1820-1866) et les cartes ou photos aériennes de l'IGN pour la période actuelle (1950 à aujourd'hui).

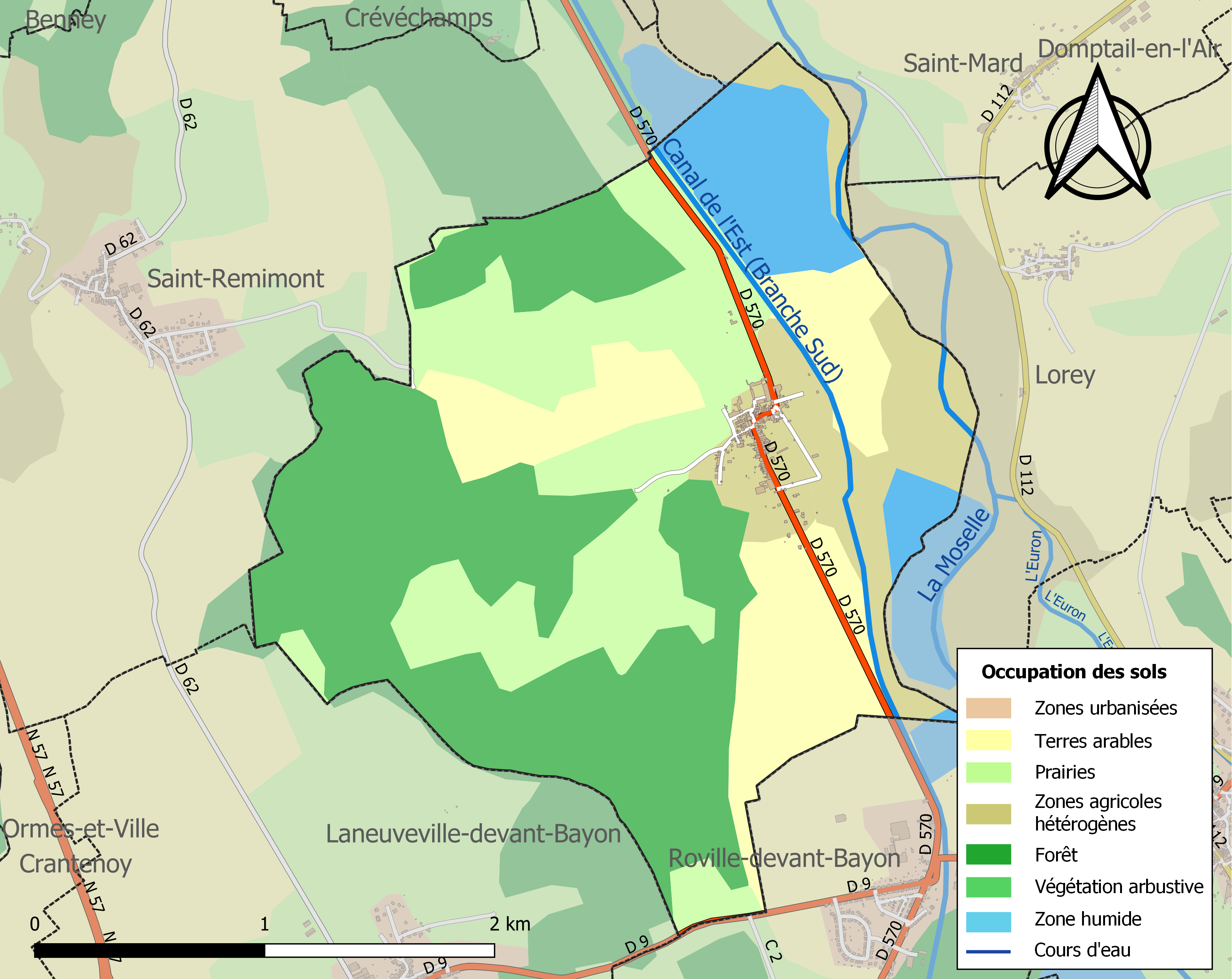
Carte des infrastructures et de l'occupation des sols de la commune en 2018 (CLC).

## Toponymie
Le nom de la localité est attesté sous les formes Odelricus de Novovillare (1065) ; Castrum de Noviler (1091) ; Novum villare (1094) ; Novillaris cella ; Th. de Novivillare ; Novoviler (1157) ; Olricus Novivillaris (1164) ; De Novovillari (1172) ; Capella de Novillari (1188) ; Novum villarium (1220) ; Castrum de Novileir (1220) ; Nuevileir (1269) ; Ville, chastel et chastellerie de Nuefviller (1286) ; Nueviller (1298) ; Neufviller (1524) ; Neufvillers (1526).

Du bas latin novum et villare « nouveau domaine ».
Au cours de la Révolution française, la commune prend le nom de Neuviller-sur-Moselle qu'elle a conservé.

La Moselle, Musel en luxembourgeois, Mosel en allemand est une rivière du nord-est de la France, du Luxembourg et de l'ouest de l'Allemagne, affluent en rive gauche du Rhin. Elle donne son nom à deux départements français : la Moselle et la Meurthe-et-Moselle.

## Histoire
Le fief de Neuviller sur Moselle, relevait de la chatellenie et du bailliage de Nancy, Stanislas Leszczynski achète la seigneurie de Neuviller le 17 décembre 1749 de Nicolas-Léopold de Salm-Salm et de son épouse, il l'érige en comté le 22 décembre 1749 et prit le nom de Chaumont-sur-Moselle du nom de son possesseur, l'intendant Antoine-Martin Chaumont de La Galaizière.
Le 15 février 1751 Stanislas Leszczynski vend Neuviller au chancelier Antoine-Martin Chaumont de La Galaizière.

## Politique et administration
| Période                                  | Période                   | Identité                                             | Étiquette | Qualité                                                     |
| ---------------------------------------- | ------------------------- | ---------------------------------------------------- | --------- | ----------------------------------------------------------- |
| Les données manquantes sont à compléter. |                           |                                                      |           |                                                             |
| ?                                        | ?                         | Jean-Marie Genin                                     |           |                                                             |
| mars 2001                                | mars 2008                 | Jean-Marie Renaux                                    | PS        |                                                             |
| mars 2008                                | mars 2014                 | Joël Mahabirparsad                                   |           |                                                             |
| mars 2014                                | En cours (au 28 mai 2020) | Bénédicte Brusseaux, Réélue pour le mandat 2020-2026 |           | Employée civile ou agent de service de la fonction publique |

## Démographie
L'évolution du nombre d'habitants est connue à travers les recensements de la population effectués dans la commune depuis 1793. Pour les communes de moins de 10 000 habitants, une enquête de recensement portant sur toute la population est réalisée tous les cinq ans, les populations de référence des années intermédiaires étant quant à elles estimées par interpolation ou extrapolation. Pour la commune, le premier recensement exhaustif entrant dans le cadre du nouveau dispositif a été réalisé en 2008.

En 2022, la commune comptait 251 habitants, en évolution de +11,56 % par rapport à 2016 (Meurthe-et-Moselle : −0,13 %, France hors Mayotte : +2,11 %).
| 1793 | 1800 | 1806 | 1821 | 1831 | 1836 | 1841 | 1846 | 1851 |
| ---- | ---- | ---- | ---- | ---- | ---- | ---- | ---- | ---- |
| 424  | 482  | 506  | 582  | 618  | 646  | 587  | 600  | 612  |

| 1856 | 1861 | 1872 | 1876 | 1881 | 1886 | 1891 | 1896 | 1901 |
| ---- | ---- | ---- | ---- | ---- | ---- | ---- | ---- | ---- |
| 559  | 574  | 536  | 508  | 513  | 490  | 456  | 477  | 455  |

| 1906 | 1911 | 1921 | 1926 | 1931 | 1936 | 1946 | 1954 | 1962 |
| ---- | ---- | ---- | ---- | ---- | ---- | ---- | ---- | ---- |
| 463  | 418  | 319  | 303  | 305  | 319  | 304  | 314  | 309  |

| 1968 | 1975 | 1982 | 1990 | 1999 | 2006 | 2008 | 2013 | 2018 |
| ---- | ---- | ---- | ---- | ---- | ---- | ---- | ---- | ---- |
| 306  | 323  | 261  | 266  | 252  | 248  | 247  | 222  | 246  |

| 2022 | - | - | - | - | - | - | - | - |
| ---- | - | - | - | - | - | - | - | - |
| 251  | - | - | - | - | - | - | - | - |

## Culture locale et patrimoine

### Lieux et monuments

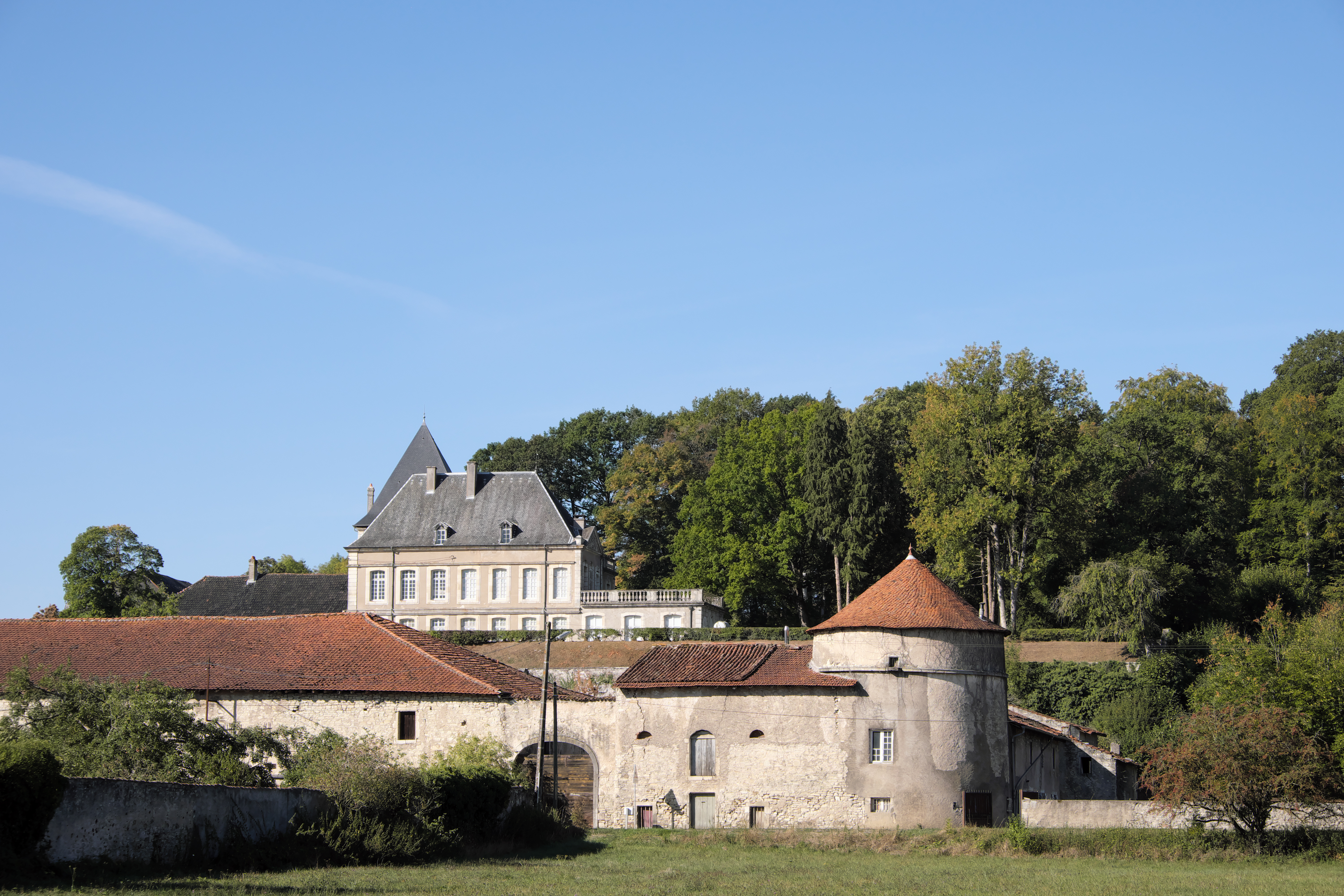
Vue d'ensemble du château de Neuviller-sur-Moselle

- Château fort mentionné en 1091, rasé et remplacé par un château Renaissance XVIe qui fut lui aussi démantelé ; enfin château XVIIIe édifié par le chancelier Antoine-Martin Chaumont de La Galaizière dont la plus grande partie fut démolie fin XIXe : subsistent une partie du bâtiment principal et de très vastes dépendances, vestiges médiévaux, édifice objet d'un classement au titre des monuments historiques depuis 1993[24]. (48° 29′ 36″ N, 6° 17′ 13″ E)
- Canal de L’Est : écluse, port.

### Édifices religieux

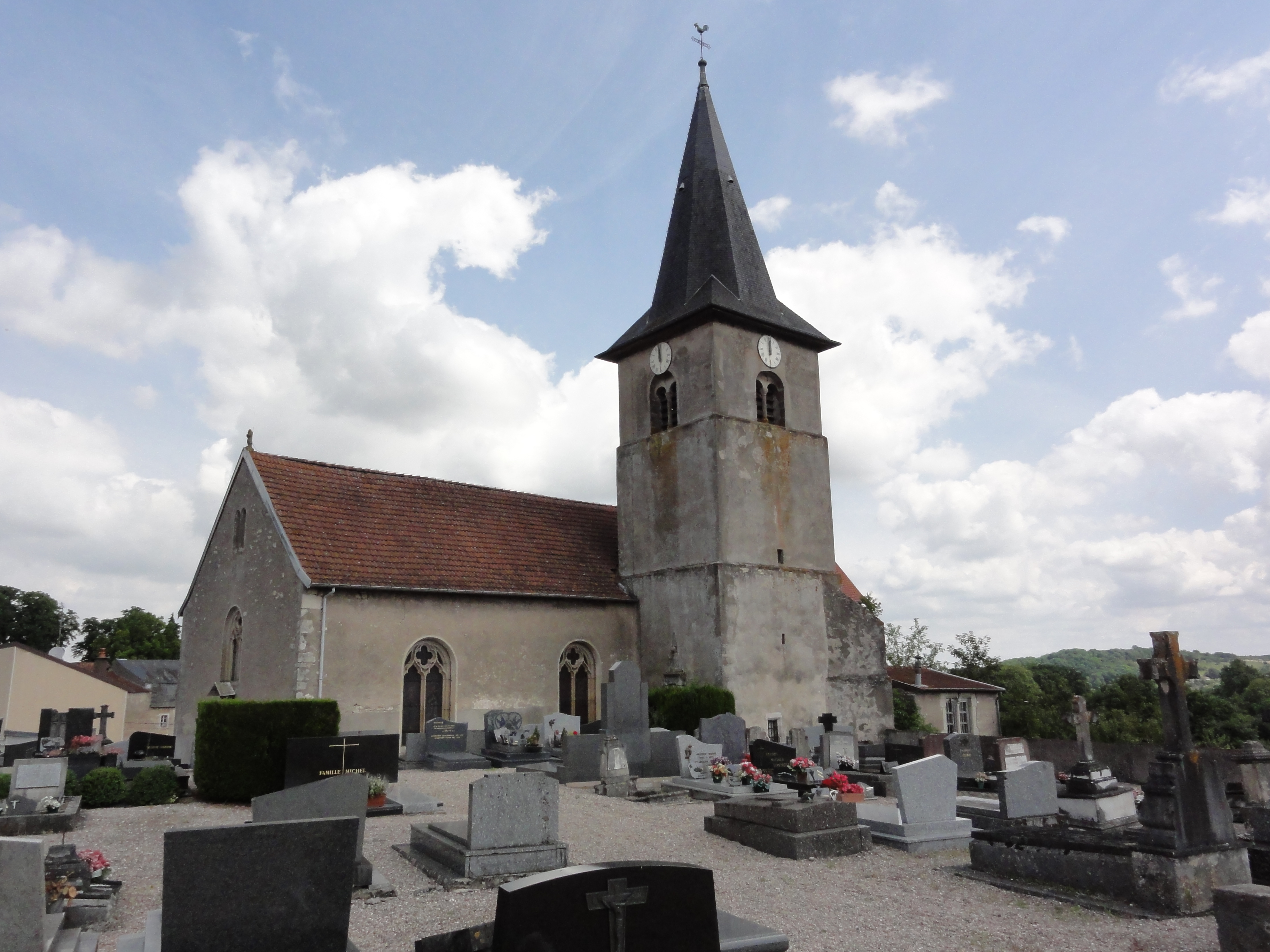
L'église.

- Église : tour romane, clocher moderne, chevet XVe, nef début XVIIIe.
- Presbytère aménagé à l'emplacement des bâtiments remaniés d'un ancien prieuré.
- Fontaine de dévotion Saint-Liboire.

### Personnalités liées à la commune
- Antoine-Martin Chaumont de La Galaizière (1697-1783), marquis de La Galaizière, chancelier de Lorraine de 1737 à 1768, propriétaire du château.
- Antoine Chaumont de La Galaizière (1727-1812), fils du précédent, intendant de Lorraine, propriétaire du château, comte de Chaumont-sur-Moselle, nom donné à cette époque à Neuviller-sur-Moselle.
- Nicolas Joseph Dieudonné (1774-1848), notaire, né et décédé à Neuviller-sur-Moselle, député des Vosges de 1837 à 1842.

### Héraldique
| Blason de Neuviller-sur-Moselle | Blason  | D'argent au mont de sable enflammé de gueules,.                                                 |
| Blason de Neuviller-sur-Moselle | Détails | Armes de la famille Chaumont de la Galaisière. Le statut officiel du blason reste à déterminer. |